# Саат кула (Велес)
Саат кула (на македонска литературна норма: Саат кула) е часовниковата кула в град Велес, днес Северна Македония.
Разположена на улица „Коле Неделков“ № 13, кулата е изградена през първата половина на XVI век в централната част на града от османската управа като стражева кула. В края на XVIII век е превърната в часовникова кула, като върху каменното тяло е доизградена квадратна постройка за часовниковия механизъм, обкръжена от галерия, над която е имало купол с камбана. Тя е един от културно-исторически паметника във Велес и се намира върху общинския герб и знаме.